# La Fenouillère
La Fenouillière est un restaurant de la ville de Québec. Le restaurant fait partie de l'hôtel L'Aristocrate. Le restaurant a reçu le "best of award of excellence" du magazine Wine Spectator pour la qualité de sa sélection de vins disponibles.